# برنیس سندلر
برنیس سندلر (انگلیسی: Bernice Sandler؛ زادهٔ ۳ مارس ۱۹۲۸ – درگذشته ۵ ژانویه ۲۰۱۹) اهل ایالات متحده آمریکا یک فعال حقوق زنان اهل نیویورک بود. سندلر جایزه‌های متعددی بخاطر فعالیت‌هایش در زمینه حقوق زنان دریافت کرد.
او در سال ۲۰۱۰ توسط مؤسسه مشاهیر زنان مریلند و در سال ۲۰۱۳ توسط مؤسسه مشاهیر ملی زنان معرفی شد. برخی از مقالات او در حال حاضر در کتابخانه آرتور و الیزابت اشلسینگر در تاریخ زنان در آمریکا، در مؤسسه رادکلیف، دانشگاه هاروارد ثبت و نگهداری می‌شود.